# Gel de dutxa

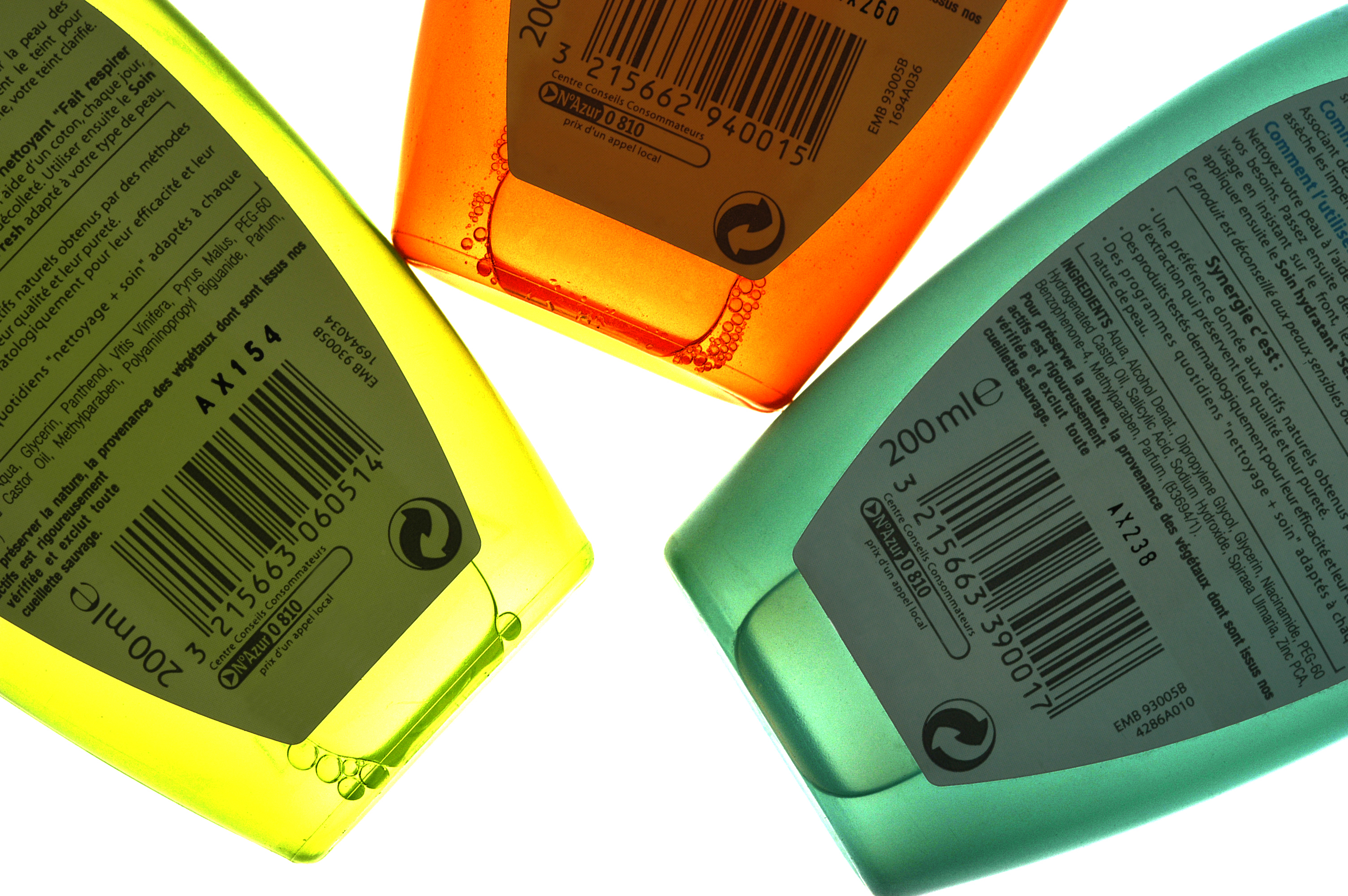
Ampolles de gel de dutxa

 Gel de dutxa  és el terme general que es dona a una substància similar al sabó de bany líquid, i que s'usa per a dutxar-se.
La majoria dels gels de dutxa comercials no contenen olis saponificats, sinó productes a base de petroli o altres substàncies.

## Propietats
El  gel de dutxa  està disponible en diversos colors i aromes. Pràcticament tots els gels de dutxa tenen un pH equilibrat. Alguns contenen herbes en la seva composició, de manera que ofereixen beneficis aromaterapèutics.

## Nota
1. ↑  Catherine Failor. Jabones Liquidos.  disfruto y hago, 1 gener 2002, p. 83–. ISBN 9788480196017 [Consulta: 1r juny 2011].